# Schön Klinik Neustadt
Die Schön Klinik Neustadt ist Teil der Klinikgruppe Schön Klinik in privater Trägerschaft der Familie Schön. Als ein Krankenhaus der Akut-, Grund- und Regelversorgung mit rund 560 Akut- und Rehabilitationsbetten versorgen rund 1.100 Mitarbeiter am Standort insgesamt etwa 62.000 Patienten jährlich. Die Schön Klinik Neustadt ist seit 2003 Akademisches Lehrkrankenhaus der Universität zu Lübeck.

## Geschichte und Entwicklung
1967 eröffnete das Städtische Krankenhaus Neustadt, das später zum Kreiskrankenhaus Neustadt wurde. 
Die Firmengründer der Schön Klinik begannen Anfang der 1990er Jahre nach Wachstumsoptionen für ihr 1985 mit der Klinik Roseneck in Bayern gegründetes Unternehmen zu suchen. Die Wahl fiel dabei auf Bad Bramstedt in Schleswig-Holstein. Das Land war Anfang der 1990er finanziell in einer schwierigen Situation und machte daher die Übernahme des defizitären Kreiskrankenhauses Neustadt in der Lübecker Bucht zur Bedingung für das Projekt der Eröffnung einer psychosomatischen Klinik im Norden der Republik. Im Jahre 1993 nahm die Medizinisch-Psychosomatische Klinik in Bad Bramstedt die ersten Patienten auf; gleichzeitig wurde aus dem Kreiskrankenhaus Neustadt das Klinikum Neustadt. Dieses ging zum 1. Juli 1993 mit allen 263 Mitarbeitern und 176 Betten in die Trägerschaft der Familie Schön über. 
- Fachabteilungen waren: Innere Medizin, Chirurgie, Intensivpflege, Pädiatrie
- Belegabteilungen waren: Hals-, Nasen-, Ohren-Heilkunde, Gynäkologie, Urologie, Augenheilkunde (seit Januar 1994)

Schon bald danach entschied Familie Schön, das zu kleine und nicht zukunftsfähige Haus an der Neustädter Bucht abzureißen und durch ein deutlich größeres Gebäude zu ersetzen. Teil der Wachstumsstrategie im Klinikum Neustadt war es, den bestehenden Regelversorgungsbereichen elektivchirurgische Fachabteilungen hinzuzufügen. Die Abteilungen für Orthopädie und Rehabilitationsmedizin wurden in Neustadt neu etabliert. Zum 1. Mai 1995 wurde der Neubau des Klinikums Neustadt direkt am Ostseestrand mit 365 Akut- und Rehabilitationsbetten und 423 Mitarbeitern in Betrieb genommen. 
- Fachabteilungen waren: Orthopädie, Chirurgie und Unfallchirurgie, Innere Medizin, Anästhesie und Intensivmedizin, Orthopädische Rehabilitation
- Belegabteilungen waren: Hals-, Nasen-, Ohren-Heilkunde, Gynäkologie, Urologie, Augenheilkunde (bis März 2000)

Der Anbau und die Inbetriebnahme eines weiteren Hauses im Jahr 1999 legte den Grundstein für die Integration weiterer neuer Fachabteilungen in den folgenden Jahren (1999: Hand-, Brust-, Plastische und Ästhetische Chirurgie; 2000: Wirbelsäulenchirurgie mit Skoliosezentrum und Zentrum für Thoraxwanddeformitäten). 
Heute vereint die Schön Klinik Neustadt insgesamt neun medizinische Fachabteilungen unter ihrem Dach. Anfang 2014 wurde ein neues OP-Zentrum mit 12 OP-Sälen in Betrieb genommen. Die Schön Klinik investierte rund 25 Millionen Euro in den Neubau, den das Land Schleswig-Holstein mit 10 Millionen Euro förderte.
Seit Mai 2020 leitet Marcus Baer die Klinik.

## Fachzentren und Schwerpunkte
Die Schön Klinik Neustadt verfügt heute über neun medizinische Fachzentren:
- Klinik für Orthopädie und Unfallchirurgie
- Klinik für Wirbelsäulenchirurgie und Skoliosezentrum
- Klinik für Innere Medizin und Kardiologie
- Klinik für Allgemein-, Viszeral- und Gefäßchirurgie
- Klinik für Neurologie und Klinische Neurophysiologie
- Klinik für Hand-, Brust-, Plastische und Ästhetische Chirurgie
- Klinik für Anästhesie und Intensivmedizin
- Klinik für Diagnostische und Interventionelle Radiologie
- Klinik für Orthopädische Rehabilitation

Ein Schwerpunkt der Schön Klinik Neustadt ist die operative Versorgung von verschleißbedingten Erkrankungen des gesamten Bewegungsapparates, und hier besonders endoprothetische Operationen der großen Gelenke (Hüfte, Knie, Schulter), sowie komplexe Eingriffe in der Wirbelsäulenchirurgie. Darüber hinaus verfügt die Schön Klinik Neustadt unter anderem über eine 24-Stunden-Notfallambulanz, ein modernes Herzkatheterlabor mit 24-stündiger ärztlicher Notdienst-Bereitschaft sowie ein Darm- und Beckenbodenzentrum.

## Besonderheiten

### Kinderkrippe
Im Dezember 2013 wurde ein bis dahin im Kreis Ostholstein einmaliges Modellprojekt realisiert. Auf Basis eines Kooperationsvertrages zwischen der Schön Klinik Neustadt und der Stadt Neustadt in Holstein wurde eine Kinderkrippe für Kinder zwischen 0 und 3 Jahren auf dem Klinik-Gelände in Betrieb genommen. Die Schön Klinik Neustadt investierte knapp 900.000 Euro in das Gebäude, wobei sich das Land Schleswig-Holstein mit einer Projektförderung von knapp 400.000 Euro aus dem „Investitionsprogramm U3-Ausbau“, ausgezahlt über den Kreis Ostholstein, beteiligte. Die Stadt Neustadt in Holstein als Verwaltungsträger betreibt die Kinderkrippe. Beide Partner teilen sich aber die Defizite aus den laufenden Betriebskosten. Die Hälfte der insgesamt 20 Betreuungsplätze sind Mitarbeitern der Schön Klinik Neustadt vorbehalten, auch wenn diese nicht in Neustadt in Holstein wohnhaft sind. Die erweiterten Betreuungszeiten orientieren sich an den Schicht-Dienstzeiten der Klinikmitarbeiter.

### Betriebliches Gesundheitsmanagement
Im Jahr 2009 wurde ein Betriebliches Gesundheitsmanagement (BGM) eingeführt. Im selben Jahr erhielt die Schön Klinik Neustadt für ihr BGM-Programm den gesa-Innovationspreis des Landes Schleswig-Holstein. Außerdem bestehen diverse Kooperationen mit örtlichen Unternehmen, die Klinikmitarbeitern Sonderkonditionen und Vergünstigungen bieten.